# Byske (cratera)
Byske é uma cratera marciana. Tem como característica 13.5 quilômetros de diâmetro. Deve o seu nome a Byske, uma localidade da Suécia.